# Elio Rodríguez (músico)
Elio Rodríguez (nacido La Palma, Pinar del Río, Cuba, 12 de mayo de 1943 - 6 de febrero de 2021) es un compositor, cantante, y productor creativo de la radio y televisión de Miami, Florida. Lo llaman El Pícaro Del Merengue.

## Discografía
Primero entró al grupo 'Chika & The Man' pero un año más tarde creó su propio grupo 'Chiko & The Man'. Con su propio grupo grabó dos discos de larga duración(Lp) Los Jeans y Entre Fieras. 

### Solista
- Elio Rodríguez y su celebración
- El pícaro del merengue
- A pura picardía

Hizo una recopilación de sus mejores éxitos: Lo mejor del pícaro del merengue
Ha grabado canciones picosas y con temas contra Fidel Castro y Hugo Chávez Frías, a la famosa bombita para la impotencia, a su Cuba.

## Repertorio musical
Algunas de sus mejores canciones:
- La Bombita
- Saca Tela, Mete Tela
- Mama-Me La Tranca
- Juanita Y Su Camarita
- Dame La Papa
- Nos Separa El Tiempo
- Yo Sin Ti
- La Giografia
- Horóscopo
- El Rápido
- El Carro Y La Mujer
- El Colchón
- Lamento Del Cubano
- El Gato
- Miel De Abeja
- Entierro De La Tía
- Soraya
- Celebración
- Como Anillo Al Dedo
- Juancho El Brabo
- El Marido Perfecto
- Entierro Cubano

- Datos: Q5829483